# 状态密度
在统计力学和凝聚体物理学中，状态密度或态密度为某一能量附近每单位能量区间里微观状态的数目，又叫做能态密度。在物理学中，具有同一能量的微观状态被称为简并的。简并态的个数叫做简并数。在离散能级处，简并数就是相应能量的态密度。在连续和准连续能态处，设{\displaystyle g(E)}为态密度，则处在能量E和E+dE区间的态的个数为{\displaystyle g(E)\mathrm {d} E}。
态密度的重要性在于，在一个正则系综中系统处在能量E到E+dE之间的概率为{\displaystyle \rho (E)\mathrm {d} E\propto g(E)\exp(-\beta E)\mathrm {d} E}，其中{\displaystyle \beta ={\frac {1}{k_{B}T}}}，{\displaystyle k_{B}} 为玻尔兹曼常数。考虑到归一化，
{\displaystyle \rho (E)={\frac {g(E)\exp(-\beta E)}{\int _{0}^{\infty }g(E)\exp(-\beta E)\mathrm {d} E}}}

## 与配分函数的关系
配分函数可以写成
{\displaystyle Z(\beta )=\int _{0}^{\infty }g(E)\exp(-\beta E)\mathrm {d} E}
根据上式，态密度与配分函数通过拉普拉斯变换相联系，因此态密度可以通过配分函数表示为，
{\displaystyle g(E)={\frac {1}{2\pi i}}\int _{s-i\infty }^{s+i\infty }e^{\beta E}Z(\beta )\mathrm {d} \beta \quad (\Re s>0)}

## 例子

### 经典理想气体的态密度
经典理想气体的态密度为，
{\displaystyle g(E)\approx {\frac {1}{N!}}\left({\frac {V}{h^{3}}}\right)^{N}{\frac {(2\pi m)^{3N/2}}{(3N/2-1)!}}E^{3N/2-1}}
其中，V为系统占据的体积，h为普朗克常数，N为粒子个数，m为单个粒子的质量。

### 理想玻色气体的态密度
理想玻色气体，例如，黑体腔中光子的态密度由普朗克公式给出，
{\displaystyle g(E)={\frac {1}{\hbar ^{2}\pi ^{2}c^{3}}}{\frac {E^{3}}{e^{\beta E}-1}}}
对于光子来说，E = ħω，ω为光子频率。

### 零温理想费米气体的态密度
零温理想费米气体，例如，金属中的电子的态密度为，
{\displaystyle g(E)={\frac {gV}{h^{3}}}4\pi p^{2}\left.{\frac {\partial {p}}{\partial {E}}}\right|_{E}}
其中，g为费米子內秉自由度（如自旋，夸克味等）的个数，V为体积。 动量p和能量E的关系叫做色散关系。 非相对论性费米子的色散关系为，{\displaystyle E={\frac {p^{2}}{2m}}}。因此非相对论性的零温理想费米气体的态密度为，
{\displaystyle g(E)={\frac {g(2m)^{3/2}V}{4\pi ^{2}\hbar ^{3}}}{\sqrt {E}}}
类似地，极端相对论性的费米子的色散关系为，{\displaystyle E=pc}。因此相对论性的零温理想费米气体的态密度为，
{\displaystyle g(E)={\frac {gV}{2\pi ^{2}\hbar ^{3}c^{3}}}E^{2}}

### 声子气体的德拜模型
在德拜模型中，声子的能态密度为，
{\displaystyle g(\omega )=\left\{{\begin{array}{ll}{\frac {9N}{\omega _{D}^{3}}}\omega ^{2}&\quad {\text{ for }}\omega \leq \omega _{D};\\0&\quad {\text{ for }}\omega >\omega _{D}\\\end{array}}\right.}
其中，ωD叫做德拜频率。

## 参看
- 正则系综
- 相空间
- 配分函数
- 能带理论
- 布里渊区